# Rödingsjön (Vilhelmina socken, Lappland, 719575-149917)
Rödingsjön är en sjö i Vilhelmina kommun i Lappland och ingår i Ångermanälvens huvudavrinningsområde. Sjön har en area på 0,301 kvadratkilometer och ligger 440,1 meter över havet. Sjön avvattnas av vattendraget Datikån.

## Delavrinningsområde
Rödingsjön ingår i det delavrinningsområde (719526-149733) som SMHI kallar för Inloppet i Övre Kroksjön. Medelhöjden är 582 meter över havet och ytan är 40,69 kvadratkilometer. Det finns inga avrinningsområden uppströms utan avrinningsområdet är högsta punkten. Datikån som avvattnar avrinningsområdet har biflödesordning 2, vilket innebär att vattnet flödar genom totalt 2 vattendrag innan det når havet efter 317 kilometer. Avrinningsområdet består mestadels av skog (82 procent). Avrinningsområdet har 0,45 kvadratkilometer vattenytor vilket ger det en sjöprocent på 1,1 procent.